# 諸富郵便局
諸富郵便局（もろどみゆうびんきょく）は佐賀県佐賀市にある郵便局。民営化前の分類では集配特定郵便局であった。

## 概要
住所：〒840-2199 佐賀県佐賀市諸富町諸富津67-12

## 沿革
- 1875年（明治8年）8月12日 - 諸富郵便局（五等）として開設[1]。
- 1889年（明治22年）5月1日 - 貯金取扱を開始。
- 1891年（明治24年）2月16日 - 為替取扱を開始。
- 1893年（明治26年）2月16日 - 諸富郵便電信局となる。
- 1903年（明治36年）4月1日 - 通信官署官制の施行に伴い諸富郵便局となる。
- 1962年（昭和37年）6月1日 - 国際電報受付・配達および国内欧文電報受付・配達の各業務を佐賀電報局に移管[2]。
- 1966年（昭和41年）10月9日 - 電話の加入および料金に関する簡易な事務を除く電話交換事務を佐賀電話局に移管。
- 1970年（昭和45年）9月25日 - 和文電報配達事務を佐賀電報局および大川電報電話局に移管。
- 2007年（平成19年）10月1日 - 民営化に伴い、併設された郵便事業佐賀北支店諸富集配センターに一部業務を移管。
- 2012年（平成24年）10月1日 - 日本郵便株式会社発足に伴い、郵便事業佐賀北支店諸富集配センターを諸富郵便局に統合。

## 取扱内容
- 郵便、印紙、ゆうパック、内容証明
- 貯金、為替、振替、振込、国際送金、国債
- 生命保険、バイク自賠責保険
- ゆうちょ銀行ATM
- 佐賀市内の一部地域の集配業務

## 周辺
- 佐賀市諸富支所[3]（旧・諸富町役場）
- 諸富交番（旧・諸富警察署）
- 佐賀市立諸富中学校[4]
- 筑後川
- 筑後川昇開橋 - 国鉄佐賀線の廃線跡（1987年（昭和62年）3月に廃止）。かつては当局の西方約300mの地点に同線の諸富駅があった。

## アクセス
- 西鉄バス 諸富橋停留所もしくは諸富支所前停留所下車
- 九州自動車道 八女ICから西へ、もしくは長崎自動車道 佐賀大和ICから南東へそれぞれ約15km
- 国道208号沿い
- 駐車場あり：4台